# Uffe Elbæk
Uffe Elbæk, né le 15 juin 1954 à Ry (Danemark), est un homme politique danois, membre-fondateur de l'Alternative. Député au Folketing de 2011 à 2022, il est ministre de la Culture d'octobre 2011 à décembre 2012 dans le premier gouvernement de Helle Thorning-Schmidt.

## Biographie
Après la fin de ses études secondaires, en 1975, il travaille dans le domaine social, puis se forme au journalisme en 1987. Quatre ans plus tard, il fonde l'école de management KaosPilots, dont il conserve la direction jusqu'en 2006. Il est nommé, en 2007, directeur des Outgames mondiaux, qui se tiennent en 2009 à Copenhague.
Il est élu député au Folketing sous les couleurs du Parti social-libéral lors des élections législatives du 15 septembre 2011. Le 3 octobre, il est nommé ministre de la Culture dans le gouvernement de centre-gauche formé après le scrutin par la sociale-démocrate Helle Thorning-Schmidt. Il démissionne le 5 décembre 2012, à la suite d'un scandale où il est accusé de népotisme, pour avoir favorisé son époux.
En septembre 2013, il quitte le Parti social-libéral puis, en novembre, crée un nouveau parti écologiste, L'Alternative,. En mars 2015, le parti obtient le nombre de signatures suffisantes pour se présenter aux élections législatives. Lors des élections du 18 juin 2015, le parti remporte 4,8 % des voix et Elbæk est réélu pour un second mandat.
En vue des élections législatives de 2019, il se déclare lui-même candidat au poste de Premier ministre, plutôt que de soutenir la candidature de la présidente des sociaux-démocrates comme en 2015. Il est réélu pour un troisième mandat lors du scrutin du 5 juin, au cours duquel son parti recule et ne gagne que cinq sièges.
En décembre 2019, il annonce son départ de la direction de L'Alternative. Josephine Fock est élue pour lui succéder le 1er février 2020. Le 9 mars, il quitte le parti avec trois autres députés, sur fond de désaccords avec la nouvelle direction. Il fait ensuite partie des membres fondateurs des Verts indépendants, un parti fondé en septembre par d'anciens membres de L'Alternative. Il annonce à cette occasion qu'il ne sera pas candidat à un nouveau mandat lors des prochaines élections législatives.
En septembre 2022, il appelle à la fusion des Verts indépendants avec L'Alternative. Face au refus de la direction de son parti, il annonce ré-adhérer à son ancienne formation. Il quitte son mandat parlementaire après les élections anticipées du 1er novembre 2022.